# Resolução 283 do Conselho de Segurança das Nações Unidas
A Resolução 283 do Conselho de Segurança das Nações Unidas aprovada em 29 de julho de 1970 por 13 votos a favor, com a abstenção da França e do Reino Unido.
Na resolução, o Conselho de Segurança "observou com grande preocupação a contínua recusa em flagrante do governo da África do Sul em cumprir as decisões do Conselho de Segurança exigindo a retirada imediata da África do Sul" da Namíbia.
O Conselho exortou todos os estados a se absterem de quaisquer atividade diplomática que possam e implicar o reconhecimento da autoridade sul-africana sobre o território e exortou todos os estados que tiveram relações diplomáticas com Pretória a emitir uma declaração formal de que eles não reconhecem tal autoridade e considerar a presença continuada da África do Sul na Namíbia como ilegal.
O Conselho pediu a todos os estados que assegurem que todas as empresas estatais e controladas deixem de negociar com a Namíbia, retenham empréstimos e investimentos para a Namíbia e desencorajar namibianos a promoções de turismo e da emigração na Namíbia.
Um pedido adicional foi feito para que os Estados reexaminassem os tratados bilaterais com a África do Sul, na medida em que esses tratados se aplicassem ao território. O Conselho de Segurança também solicitou ao Secretário-Geral que examinasse todos os tratados multilaterais com a África do Sul, na medida em que se aplicassem ao território, que o Conselho das Nações Unidas para a Namíbia lhe disponibilizasse os resultados de seus estudos e propostas sobre o assunto, emissão de passaportes e vistos para os namibianos, e que a Assembleia Geral criou um fundo para prestar assistência aos namibianos que sofreram perseguição e para financiar um programa abrangente de educação e formação para os namibianos no território. Finalmente, o Conselho restabeleceu o subcomitê sobre a Namíbia para estudar novas recomendações sobre como as resoluções relevantes poderiam ser implementadas.